# Utersum
Utersum è un comune di 424 abitanti dello Schleswig-Holstein, in Germania. Si trova sull'isola di Föhr.
Appartiene al circondario (Kreis) della Frisia Settentrionale (targa NF) ed è parte della comunità amministrativa (Amt) di Föhr-Amrum.

## Storia
L'area in cui sorge Utersum presenta tracce antiche della presenza umana che risalgono all'Età del Bronzo. Infatti poco prima della costa si trovano
3 tumuli, i cosiddetti Triibergem, ed un po' più distante, presso l'argine, una tomba megalitica, quella di Sunberig.